# Karol Świderski
Karol Grzegorz Świderski (Rawicz, 23 gennaio 1997) è un calciatore polacco, attaccante del Panathīnaïkos e della nazionale polacca.

## Caratteristiche tecniche
Mancino naturale abile altresì col piede debole, è un centravanti capace di adattarsi anche al ruolo di seconda punta.

## Carriera

### Club
Cresciuto nel club polacco dello Jagiellonia Białystok  dove gioca nella massima serie polacca.
Viene poi ingaggiato, nel gennaio del 2019 dal club greco del PAOK di Salonicco, dove rimane per due stagioni e mezzo.
Nel gennaio del 2022 viene ceduto agli statunitensi dello Charlotte FC, militante nella MLS.
Il 2 febbraio 2024 il Verona lo ingaggia in prestito dal Charlotte fino al 30 giugno 2024. Segna il suo primo gol con gli scaligeri il 3 marzo seguente, l'unico della vittoria contro il Sassuolo (1-0).
A fine prestito fa ritorno allo Charlotte FC, in cui milita sino al 23 gennaio 2025, giorno in cui viene ceduto, questa volta a titolo definitivo, al Panathīnaïkos.

### Nazionale
Debutta in nazionale maggiore il 28 marzo 2021 contro Andorra, segnando il gol del definitivo 3-0.

## Statistiche

### Presenze e reti nei club
Statistiche aggiornate al 10 gennaio 2025.
| Stagione           | Squadra            | Campionato         | Campionato | Campionato | Coppe nazionali | Coppe nazionali | Coppe nazionali | Coppe continentali | Coppe continentali | Coppe continentali | Altre coppe | Altre coppe | Altre coppe | Totale | Totale |
| Stagione           | Squadra            | Comp               | Pres       | Reti       | Comp            | Pres            | Reti            | Comp               | Pres               | Reti               | Comp        | Pres        | Reti        | Pres   | Reti   |
| ------------------ | ------------------ | ------------------ | ---------- | ---------- | --------------- | --------------- | --------------- | ------------------ | ------------------ | ------------------ | ----------- | ----------- | ----------- | ------ | ------ |
| 2014-2015          | Jagiellonia        | EK                 | 7          | 1          | CP              | 0               | 0               | -                  | -                  | -                  | -           | -           | -           | 7      | 1      |
| 2015-2016          | Jagiellonia        | EK                 | 31         | 4          | CP              | 1               | 1               | UEL                | 4                  | 2                  | -           | -           | -           | 36     | 7      |
| 2016-2017          | Jagiellonia        | EK                 | 26         | 2          | CP              | 2               | 1               | -                  | -                  | -                  | -           | -           | -           | 28     | 3      |
| 2016-2017          | Jagiellonia II     | 3L                 | 1          | 0          | CP              | 0               | 0               | -                  | -                  | -                  | -           | -           | -           | 1      | 0      |
| 2017-2018          | Jagiellonia        | EK                 | 32         | 5          | CP              | 1               | 0               | UEL                | 1                  | 0                  | -           | -           | -           | 34     | 5      |
| 2018-gen. 2019     | Jagiellonia        | EK                 | 17         | 8          | CP              | 3               | 1               | UEL                | 3                  | 0                  | -           | -           | -           | 23     | 9      |
| Totale Jagiellonia | Totale Jagiellonia | Totale Jagiellonia | 113        | 20         |                 | 7               | 3               |                    | 8                  | 2                  |             | -           | -           | 128    | 25     |
| gen.-giu. 2019     | PAOK               | SL                 | 11         | 4          | CG              | 4               | 2               | UEL                | -                  | -                  | -           | -           | -           | 15     | 6      |
| 2019-2020          | PAOK               | SL                 | 24+10      | 10+1       | CG              | 4               | 2               | UCL+UEL            | 1+2                | 0+1                | -           | -           | -           | 41     | 14     |
| 2020-2021          | PAOK               | SL                 | 25+10      | 9+2        | CG              | 5               | 0               | UCL+UEL            | 3+6                | 0                  | -           | -           | -           | 49     | 11     |
| 2021-gen. 2022     | PAOK               | SL                 | 16         | 4          | CG              | 3               | 0               | UECL               | 10                 | 0                  | -           | -           | -           | 29     | 4      |
| Totale PAOK        | Totale PAOK        | Totale PAOK        | 96         | 30         |                 | 16              | 4               |                    | 22                 | 1                  |             | -           | -           | 134    | 35     |
| 2022               | Charlotte FC       | MLS                | 30         | 10         | USOC            | 0               | 0               | -                  | -                  | -                  | -           | -           | -           | 30     | 10     |
| 2023               | Charlotte FC       | MLS                | 31+1       | 12         | USOC            | 3               | 1               | LC                 | 5                  | 2                  | -           | -           | -           | 40     | 15     |
| feb.-giu. 2024     | Verona             | A                  | 15         | 2          | -               | -               | -               | -                  | -                  | -                  | -           | -           | -           | 15     | 2      |
| 2024               | Charlotte FC       | MLS                | 13         | 7          | USOC            | 0               | 0               | LC                 | -                  | -                  | -           | -           | -           | 13     | 7      |
| Totale Charlotte   | Totale Charlotte   | Totale Charlotte   | 65         | 29         |                 | 3               | 1               |                    | 5                  | 2                  |             | -           | -           | 70     | 25     |
| Totale carriera    | Totale carriera    | Totale carriera    | 290        | 87         |                 | 26              | 8               |                    | 35                 | 5                  |             | -           | -           | 361    | 94     |

### Cronologia presenze e reti in nazionale
| Cronologia completa delle presenze e delle reti in nazionale ― Polonia | Cronologia completa delle presenze e delle reti in nazionale ― Polonia | Cronologia completa delle presenze e delle reti in nazionale ― Polonia | Cronologia completa delle presenze e delle reti in nazionale ― Polonia | Cronologia completa delle presenze e delle reti in nazionale ― Polonia | Cronologia completa delle presenze e delle reti in nazionale ― Polonia | Cronologia completa delle presenze e delle reti in nazionale ― Polonia | Cronologia completa delle presenze e delle reti in nazionale ― Polonia |
| Data                                                                   | Città                                                                  | In casa                                                                | Risultato                                                              | Ospiti                                                                 | Competizione                                                           | Reti                                                                   | Note                                                                   |
| ---------------------------------------------------------------------- | ---------------------------------------------------------------------- | ---------------------------------------------------------------------- | ---------------------------------------------------------------------- | ---------------------------------------------------------------------- | ---------------------------------------------------------------------- | ---------------------------------------------------------------------- | ---------------------------------------------------------------------- |
| 28-3-2021                                                              | Varsavia                                                               | Polonia                                                                | 3 – 0                                                                  | Andorra                                                                | Qual. Mondiali 2022                                                    | 1                                                                      | 63’                                                                    |
| 31-3-2021                                                              | Londra                                                                 | Inghilterra                                                            | 2 – 1                                                                  | Polonia                                                                | Qual. Mondiali 2022                                                    | -                                                                      | 46’                                                                    |
| 1-6-2021                                                               | Breslavia                                                              | Polonia                                                                | 1 – 1                                                                  | Russia                                                                 | Amichevole                                                             | -                                                                      | 67’                                                                    |
| 8-6-2021                                                               | Poznań                                                                 | Polonia                                                                | 2 – 2                                                                  | Islanda                                                                | Amichevole                                                             | 1                                                                      | 81’                                                                    |
| 14-6-2021                                                              | San Pietroburgo                                                        | Polonia                                                                | 1 – 2                                                                  | Slovacchia                                                             | Euro 2020 - 1º turno                                                   | -                                                                      | 85’                                                                    |
| 19-6-2021                                                              | Siviglia                                                               | Spagna                                                                 | 1 – 1                                                                  | Polonia                                                                | Euro 2020 - 1º turno                                                   | -                                                                      |                                                                        |
| 23-6-2021                                                              | San Pietroburgo                                                        | Svezia                                                                 | 3 – 2                                                                  | Polonia                                                                | Euro 2020 - 1º turno                                                   | -                                                                      |                                                                        |
| 2-9-2021                                                               | Varsavia                                                               | Polonia                                                                | 4 – 1                                                                  | Albania                                                                | Qual. Mondiali 2022                                                    | -                                                                      | 81’ 82’                                                                |
| 5-9-2021                                                               | Serravalle                                                             | San Marino                                                             | 1 – 7                                                                  | Polonia                                                                | Qual. Mondiali 2022                                                    | 1                                                                      |                                                                        |
| 8-9-2021                                                               | Varsavia                                                               | Polonia                                                                | 1 – 1                                                                  | Inghilterra                                                            | Qual. Mondiali 2022                                                    | -                                                                      | 63’                                                                    |
| 9-10-2021                                                              | Varsavia                                                               | Polonia                                                                | 5 – 0                                                                  | San Marino                                                             | Qual. Mondiali 2022                                                    | 1                                                                      | 72’                                                                    |
| 12-11-2021                                                             | Andorra la Vella                                                       | Andorra                                                                | 1 – 4                                                                  | Polonia                                                                | Qual. Mondiali 2022                                                    | -                                                                      | 77’                                                                    |
| 15-11-2021                                                             | Varsavia                                                               | Polonia                                                                | 1 – 2                                                                  | Ungheria                                                               | Qual. Mondiali 2022                                                    | 1                                                                      |                                                                        |
| 1-6-2022                                                               | Breslavia                                                              | Polonia                                                                | 2 – 1                                                                  | Galles                                                                 | Amichevole                                                             | 1                                                                      | 73’                                                                    |
| 14-6-2022                                                              | Varsavia                                                               | Polonia                                                                | 0 – 1                                                                  | Belgio                                                                 | UEFA Nations League 2022-2023 - 1º turno                               | -                                                                      | 57’                                                                    |
| 25-9-2022                                                              | Cardiff                                                                | Galles                                                                 | 0 – 1                                                                  | Polonia                                                                | UEFA Nations League 2022-2023 - 1º turno                               | 1                                                                      | 65’                                                                    |
| 16-11-2022                                                             | Varsavia                                                               | Polonia                                                                | 1 – 0                                                                  | Cile                                                                   | Amichevole                                                             | -                                                                      | 59’                                                                    |
| 30-11-2022                                                             | Doha                                                                   | Polonia                                                                | 0 – 2                                                                  | Argentina                                                              | Mondiali 2022 - 1º turno                                               | -                                                                      | 46’                                                                    |
| 24-3-2023                                                              | Praga                                                                  | Rep. Ceca                                                              | 3 – 1                                                                  | Polonia                                                                | Qual. Euro 2024                                                        | -                                                                      | 46’                                                                    |
| 27-3-2023                                                              | Varsavia                                                               | Polonia                                                                | 1 – 0                                                                  | Albania                                                                | Qual. Euro 2024                                                        | 1                                                                      | 88’                                                                    |
| 20-6-2023                                                              | Chișinău                                                               | Moldavia                                                               | 3 – 2                                                                  | Polonia                                                                | Qual. Euro 2024                                                        | -                                                                      | 73’                                                                    |
| 7-9-2023                                                               | Varsavia                                                               | Polonia                                                                | 2 – 0                                                                  | Fær Øer                                                                | Qual. Euro 2024                                                        | -                                                                      | 59’                                                                    |
| 10-9-2023                                                              | Tirana                                                                 | Albania                                                                | 2 – 0                                                                  | Polonia                                                                | Qual. Euro 2024                                                        | -                                                                      | 61’                                                                    |
| 12-10-2023                                                             | Tórshavn                                                               | Fær Øer                                                                | 0 – 2                                                                  | Polonia                                                                | Qual. Euro 2024                                                        | -                                                                      | 59’                                                                    |
| 15-10-2023                                                             | Varsavia                                                               | Polonia                                                                | 1 – 1                                                                  | Moldavia                                                               | Qual. Euro 2024                                                        | 1                                                                      |                                                                        |
| 17-11-2023                                                             | Varsavia                                                               | Polonia                                                                | 1 – 1                                                                  | Rep. Ceca                                                              | Qual. Euro 2024                                                        | -                                                                      | 46’                                                                    |
| 21-11-2023                                                             | Varsavia                                                               | Polonia                                                                | 2 – 0                                                                  | Lettonia                                                               | Amichevole                                                             | -                                                                      | 61’ 69’                                                                |
| 21-3-2024                                                              | Varsavia                                                               | Polonia                                                                | 5 – 1                                                                  | Estonia                                                                | Qual. Euro 2024                                                        | -                                                                      | 72’                                                                    |
| 26-3-2024                                                              | Cardiff                                                                | Galles                                                                 | 0 – 0 dts (4 – 5 dtr)                                                  | Polonia                                                                | Qual. Euro 2024                                                        | -                                                                      | 80’                                                                    |
| 10-6-2024                                                              | Varsavia                                                               | Polonia                                                                | 2 – 1                                                                  | Turchia                                                                | Amichevole                                                             | 1                                                                      | 19’                                                                    |
| 16-6-2024                                                              | Amburgo                                                                | Polonia                                                                | 1 – 2                                                                  | Paesi Bassi                                                            | Euro 2024 - 1º turno                                                   | -                                                                      | 55’                                                                    |
| 21-6-2024                                                              | Berlino                                                                | Polonia                                                                | 1 – 3                                                                  | Austria                                                                | Euro 2024 - 1º turno                                                   | -                                                                      | 60’                                                                    |
| 25-6-2024                                                              | Dortmund                                                               | Francia                                                                | 1 – 1                                                                  | Polonia                                                                | Euro 2024 - 1º turno                                                   | -                                                                      | 68’ 90+2’                                                              |
| 8-9-2024                                                               | Osijek                                                                 | Croazia                                                                | 1 – 0                                                                  | Polonia                                                                | UEFA Nations League 2024-2025 - 1º turno                               | -                                                                      | 62’                                                                    |
| 12-10-2024                                                             | Varsavia                                                               | Polonia                                                                | 1 – 3                                                                  | Portogallo                                                             | UEFA Nations League 2024-2025 - 1º turno                               | -                                                                      | 76’                                                                    |
| 15-10-2024                                                             | Varsavia                                                               | Polonia                                                                | 3 – 3                                                                  | Croazia                                                                | UEFA Nations League 2024-2025 - 1º turno                               | -                                                                      | 62’                                                                    |
| 18-11-2024                                                             | Varsavia                                                               | Polonia                                                                | 1 – 2                                                                  | Scozia                                                                 | UEFA Nations League 2024-2025 - 1º turno                               | -                                                                      | 75’                                                                    |
| 21-3-2025                                                              | Varsavia                                                               | Polonia                                                                | 1 – 0                                                                  | Lituania                                                               | Qual. Mondiali 2026                                                    | -                                                                      | 68’                                                                    |
| 24-3-2025                                                              | Varsavia                                                               | Polonia                                                                | 2 – 0                                                                  | Malta                                                                  | Qual. Mondiali 2026                                                    | 2                                                                      |                                                                        |
| 6-6-2025                                                               | Varsavia                                                               | Polonia                                                                | 2 – 0                                                                  | Moldavia                                                               | Amichevole                                                             | -                                                                      | 32’                                                                    |
| 10-6-2025                                                              | Helsinki                                                               | Finlandia                                                              | 2 – 1                                                                  | Polonia                                                                | Qual. Mondiali 2026                                                    | -                                                                      | 58’                                                                    |
| Totale                                                                 |                                                                        | Presenze                                                               | 42                                                                     |                                                                        | Reti                                                                   | 13                                                                     |                                                                        |

| Cronologia completa delle presenze e delle reti in nazionale ― Polonia under 21 | Cronologia completa delle presenze e delle reti in nazionale ― Polonia under 21 | Cronologia completa delle presenze e delle reti in nazionale ― Polonia under 21 | Cronologia completa delle presenze e delle reti in nazionale ― Polonia under 21 | Cronologia completa delle presenze e delle reti in nazionale ― Polonia under 21 | Cronologia completa delle presenze e delle reti in nazionale ― Polonia under 21 | Cronologia completa delle presenze e delle reti in nazionale ― Polonia under 21 | Cronologia completa delle presenze e delle reti in nazionale ― Polonia under 21 |
| Data                                                                            | Città                                                                           | In casa                                                                         | Risultato                                                                       | Ospiti                                                                          | Competizione                                                                    | Reti                                                                            | Note                                                                            |
| ------------------------------------------------------------------------------- | ------------------------------------------------------------------------------- | ------------------------------------------------------------------------------- | ------------------------------------------------------------------------------- | ------------------------------------------------------------------------------- | ------------------------------------------------------------------------------- | ------------------------------------------------------------------------------- | ------------------------------------------------------------------------------- |
| 1-9-2017                                                                        | Gori                                                                            | Georgia under 21                                                                | 0 – 3                                                                           | Polonia under 21                                                                | Qual. Europeo Under-21 2019                                                     | -                                                                               | 65’                                                                             |
| 6-10-2017                                                                       | -                                                                               | Polonia under 21                                                                | 3 – 3                                                                           | Finlandia under 21                                                              | Qual. Europeo Under-21 2019                                                     | -                                                                               | 78’                                                                             |
| 10-10-2017                                                                      | Gargždai                                                                        | Lituania under 21                                                               | 0 – 2                                                                           | Polonia under 21                                                                | Qual. Europeo Under-21 2019                                                     | -                                                                               | 60’                                                                             |
| 10-11-2017                                                                      | Tórshavn                                                                        | Fær Øer under 21                                                                | 2 – 2                                                                           | Polonia under 21                                                                | Qual. Europeo Under-21 2019                                                     | -                                                                               | 62’                                                                             |
| 27-3-2018                                                                       | -                                                                               | Polonia under 21                                                                | 1 – 0                                                                           | Lituania under 21                                                               | Qual. Europeo Under-21 2019                                                     | -                                                                               | 63’                                                                             |
| 7-9-2018                                                                        | Lubin                                                                           | Polonia under 21                                                                | 1 – 1                                                                           | Fær Øer under 21                                                                | Qual. Europeo Under-21 2019                                                     | -                                                                               | 46’                                                                             |
| 16-11-2018                                                                      | Zabrze                                                                          | Polonia under 21                                                                | 0 – 1                                                                           | Portogallo under 21                                                             | Qual. Europeo Under-21 2019                                                     | -                                                                               | 76’                                                                             |
| 20-11-2018                                                                      | Chaves                                                                          | Portogallo under 21                                                             | 1 – 3                                                                           | Polonia under 21                                                                | Qual. Europeo Under-21 2019                                                     | -                                                                               | 90’                                                                             |
| 21-3-2019                                                                       | Bristol                                                                         | Inghilterra under 21                                                            | 1 – 1                                                                           | Polonia under 21                                                                | Amichevole                                                                      | -                                                                               | 73’                                                                             |
| 26-3-2019                                                                       | Grodzisk Wielkopolski                                                           | Polonia under 21                                                                | 0 – 2                                                                           | Serbia under 21                                                                 | Amichevole                                                                      | -                                                                               | 61’                                                                             |
| 22-6-2019                                                                       | Bologna                                                                         | Spagna under 21                                                                 | 5 – 0                                                                           | Polonia under 21                                                                | Europeo Under-21 2019 - 1º turno                                                | -                                                                               | 55’                                                                             |
| Totale                                                                          |                                                                                 | Presenze                                                                        | 11                                                                              |                                                                                 | Reti                                                                            | 0                                                                               |                                                                                 |

## Palmarès

### Competizioni nazionali
- Campionato greco: 1

PAOK: 2018-2019
- Coppa di Grecia: 2

PAOK: 2018-2019, 2020-2021